# Fairtrade Deutschland
Der 1992 gegründete gemeinnützige Verein Fairtrade Deutschland e. V. mit Sitz in Köln ist die nationale Fairtrade-Organisation für Deutschland, die das Fairtrade-Siegel der Fairtrade Labelling Organizations International für deutsche Produkte vergibt und die Bekanntheit des Siegels in der Öffentlichkeit, Politik und Wirtschaft innerhalb Deutschlands fördert.

## Ziele und Aufgaben
Sein übergeordnetes Ziel sieht der Verein darin, dass wirtschaftlich benachteiligte Kleinbäuerinnen und -bauern, Plantagenarbeiterinnen und -arbeiter und deren Familien in Ländern des globalen Südens durch einen gerechteren Handel und nachhaltige Entwicklung bessere Lebensperspektiven erhalten (→ Fairer Handel).
Als Mitgliedsorganisation von Fairtrade International, der Dachorganisation aller nationalen Fairtrade-Organisationen weltweit, vergibt der Verein das Fairtrade-Siegel an Importeure, Hersteller und Händler in Deutschland, die die Fairtrade-Standards erfüllen. Daneben gehören zu den Aufgaben von Fairtrade Deutschland e. V. auch Marketing und Öffentlichkeitsarbeit für das Fairtrade-Siegel.

## Geschichte
1992 gründeten die folgenden zehn Organisationen die Arbeitsgemeinschaft AG Kleinbauernkaffee e. V.:
- Aktion Arme Welt,
- AG3WL,
- Misereor e. V.,
- Frente (Costa Rica),
- Verbraucher Initiative,
- Friedrich-Ebert-Stiftung,
- Christliche Initiative Romero e. V.,
- Hochschulring d. Katholischen Studierenden Jugend,
- Kirchlicher Entwicklungsdienst (heute: Evangelischer Entwicklungsdienst) und
- DGB-Bildungswerk.

Die GEPA, Importeur fair gehandelter Produkte, war in der AG beratend tätig.
Im Mai 1992 nannte sich die AG Kleinbauernkaffee um in TransFair – Verein zur Förderung des Fairen Handels mit der Dritten Welt e. V. und schloss den ersten Lizenzvertrag ab (mit der GEPA).
Bis Mitte 1992 waren die folgenden Mitgliedsorganisationen dazugekommen:
- Arbeitsgemeinschaft der Evangelischen Jugend,
- Brot für die Welt,
- Bund der Deutschen Katholischen Jugend,
- Deutsche Pfadfinderschaft Sankt Georg,
- Deutsches Institut für Ärztliche Mission,
- Katholische Frauengemeinschaft Deutschlands,
- Katholische Landvolkbewegung,
- Quäker Hilfe e. V.,
- RegionalsprecherInnenkonferenz der A3WH (die seit 1998 Weltladen-Dachverband heißt),
- Verein Rheinland-Pfalz – Ruanda e. V.,
- Vereinigung ehemaliger Entwicklungshelferinnen und Entwicklungshelfer und
- Wirtschaftsgesellschaft der Evangelischen Mission,

so dass TransFair dann 22 Mitglieder zählte.
1997 gründete sich in Bonn die Dachorganisation Fairtrade Labelling Organizations International (FLO) (heute Fairtrade International).
Daraufhin stellte TransFair Deutschland sein Siegel auf den international vereinheitlichten Standard und das neue Fairtrade-Logo um. Die Wortmarke „TransFair“ blieb bis 2007 im Siegel erhalten.
Im Jahr 2009 startete TransFair Deutschland mit der Kampagne „Fairtrade-Towns“ und zeichnete Saarbrücken als erste Fairtrade-Stadt aus. Die Kampagne vernetzt Akteure für einen fairen Handel aus den Bereichen Politik, Zivilgesellschaft und Wirtschaft auf lokaler Ebene: in Städten, Regionen und Gemeinden. Außerdem erhielt TransFair Deutschland beim Deutschen Nachhaltigkeitspreis den Einzelpreis in der Kategorie „Deutschlands nachhaltigste Dienstleistung“.
Seit 2012 betreibt der Verein die Kampagne Fairtrade-Schools, die den fairen Handel im Schulalltag verankert und in Schulen ein Bewusstsein für nachhaltige Entwicklung schafft.
Für 2013 wurde dem Verein der Oswald-von-Nell-Breuning-Preis der Stadt Trier zugesprochen.
2015 rief TransFair Deutschland das Bananen-Forum ins Leben – mit dem Ziel, den gesellschaftspolitischen Dialog über den Bananenmarkt anzuregen und die punktuellen Debatten und Aktionen diverser Akteure zu diesem Thema zusammenzuführen. Dies wurde 2016 vom Nachhaltigkeitsrat der Bundesregierung zum Werkstatt N Projekt 2016 ausgezeichnet und mittlerweile unter dem Titel Aktionsbündnis für nachhaltige Bananen von dem unabhängigen Forschungsinstitut CSCP weitergeführt.
2019 war die Anzahl der Mitglieder von TransFair Deutschland auf 35 angestiegen.
2021 wurden der Name des Siegels und der Vereinsname vereinheitlicht: TransFair ... e. V. wurde in Fairtrade Deutschland e. V. umbenannt.
2021 startete der Verein das Programm FairActivists für junge Menschen zwischen 18 und 27 Jahren. Im Vorfeld der Bundestagswahl 2021 führte die erste FairActivists-Gruppe Gespräche mit allen Spitzenkandidaten und hochrangigen Politikern

## Organisation
Mitglieder des Vereins sind Organisationen aus den Bereichen Entwicklungspolitik, Kirche, Umwelt, Verbraucherschutz, Frauen, Bildung und Soziales. Im Jahr 2019 waren es insgesamt 35 Institutionen, aus deren Reihen der Aufsichtsrat besetzt wird. In der Geschäftsstelle des Vereins arbeiteten im Jahr 2019 insgesamt 65 angestellte Mitarbeiter. Ehrenamtliche Mitarbeiter, so genannte Multiplikatoren und Referenten, unterstützen den Verein bei der Öffentlichkeitsarbeit.
Fairtrade Deutschland ist eine von 21 nationalen Siegelorganisationen, 9 Marketingorganisationen und drei Produzentennetzwerken (Stand 2019), die in der Dachorganisation Fairtrade International zusammengeschlossen sind. Bei Fairtrade International verfügen die Produzentenvertreter über 50 % der Stimmrechte. Die Organisation setzt die international gültigen Fairtrade-Standards incl. Mindestpreisen und Fairtrade-Prämie, die Produzentenorganisationen unter Fairtrade-Bedingungen erhalten, und berät Produzentenorganisationen. Für die Zertifizierung und Kontrolle der am Fairtrade-System beteiligten Organisationen ist die FLOCert zuständig.

## Finanzierung
Der Verein finanziert seine Arbeit zum weitaus größten Teil über Lizenzeinnahmen für das von ihm in Deutschland vergebene Fairtrade-Siegel, im Jahr 2017 etwa 13,5 Mio. Euro bei ca. 18,4 Mio. Euro Gesamteinnahmen, die sich ansonsten aus projektbezogenen Zuschüssen, Mitgliedsbeiträgen und Spenden zusammensetzen.
Die Ausgaben 2017 flossen größtenteils in die Posten „Mitgliedsbeitrag Fairtrade International“ (2017: 3,4 Mio. Euro), „Personalkosten“ (2017: 3,2 Mio. Euro) und „Presse-, Öffentlichkeitsarbeit, Kampagnen & Marketing“ (2017: 2,3 Mio. Euro).

## Wirkungen

### Deutscher Markt
Mittlerweile sind durch die Bemühungen von Fairtrade Deutschland über 5.500 Fairtrade-gesiegelte Produkte in rund 42.000 Verkaufsstellen verfügbar: in Supermärkten, Discountern, Drogerien und Biosupermärkten, in Weltläden und in mehr als 20.000 gastronomischen Betrieben. 2016 überschritten die Umsätze mit Fairtrade-zertifizierten Produkten in Deutschland erstmals die Milliardengrenze.
Werden bei der Verarbeitung konventionelle und fair produzierte Rohstoffe vermischt, werden die Produkte mit dem Zusatz «mit Mengenausgleich» vermarktet.

### Produzenten
Für die Produzenten erzielen die Fairtrade-Standards Marktzugänge, positive wirtschaftliche Effekte sowohl durch garantierte Mindestpreise bei sinkenden Weltmarktpreisen und die zusätzliche Fairtrade-Prämie, als auch durch langfristige Lieferbeziehungen und Möglichkeiten zur Vorfinanzierung. Des Weiteren verbessern sich die Lebensbedingungen der Bauern und Landarbeiter durch ökologische und soziale Standards, die u. a. zur Gleichberechtigung der Geschlechter, Frauenförderung und zur Prävention gegen ausbeuterische Kinderarbeit beitragen.

### Mehreinnahmen der Produzenten am Beispiel von Kaffee
Im August 2007 lag der Monatsdurchschnittspreis auf dem Weltmarkt bei 1,22 US$ pro englischem Pfund (lb = 453,6 g) Arabica-Rohkaffee. Nur ein Teil dieses Preises geht an die Produzenten. Im Jahresdurchschnitt 2007 erhielten die meisten Produzenten deutlich weniger als den Weltmarktpreis, beispielsweise in Mexiko 1,06 $. Der Weltmarktpreis schwankt stark, das Minimum lag im Oktober 2001, während der Kaffeekrise, bei 0,48 $. Im Durchschnitt dieses Jahres lag der an Produzenten in El-Salvador gezahlte Preis bei nur 0,19 $.
Im Fairtrade-System zahlten teilnehmende Händler an Produzentenorganisationen über den betrachteten Zeitraum einen Mindestpreis von 1,21 $ (ab Juni 2008: 1,25 $) oder, bei darüber liegenden Weltmarktpreisen, mindestens den höheren Weltmarktpreis. Hinzu kam eine Prämie zur Finanzierung von Gemeinschaftsprojekten von 0,10 $ pro lb für konventionell / 0,20 $ für kontrolliert biologisch angebauten (kbA) Kaffee (vor Juli 2007: 0,05 $ / 0,10 $). Damit hätten die Produzenten im August 2007 im Fairen Handel einen Gesamt-Aufschlag (inkl. Prämie) von mindestens 0,10 $ (konventionell) / 0,20 $ (kbA) gegenüber dem Weltmarktpreis erhalten, gegenüber den tatsächlich an Produzenten gezahlten Preisen in der Regel deutlich mehr, etwa in Mexiko 0,25 $ (konventionell) / 0,35 $ (kbA). Der Mindestaufschlag 2001 hätte bis zu 0,97 $ betragen. Händler und Produzentenorganisationen können auch höhere Preise als den Mindestpreis vereinbaren.
Umgerechnet auf eine übliche 500 g Handelspackung und in Euro hätten die Produzenten im August 2007 mindestens 0,19 € mehr an biologisch produziertem Fairtrade-Kaffee im Vergleich zum zu Weltmarkt-Preisen von umgerechnet 1,13 € gehandeltem Kaffee eingenommen. Mexikanische Produzenten hätten, verglichen mit den Produzentenpreisen im Jahresdurchschnitt, mindestens 0,32 € mehr verbucht.
In einer beispielhaften Preiskalkulation der GEPA für mexikanischen Arabica-Kaffee für den August 2007 gingen von dem empfohlenen Verkaufspreis von 7,38 € pro 500 g Packung 1,51 € für die Rohware an die Produzentenorganisationen, häufig kleinbäuerliche Genossenschaften. Die tatsächlichen gezahlten Mehrpreise lagen hier also über den Mindestaufschlägen. Davon 0,31 € erhielt die Produzentenorganisation selbst, darin enthalten sind die Fairtrade-Prämie für Gemeinschaftsprojekte und Verwaltungskosten der Genossenschaft. Der Rest in Höhe von 1,20 € ging an den Bauern. Neben diesen Kosten für die Rohware sind im Endpreis Kosten für Lagerung, Transport, Verarbeitung, Röster- und Händler-Margen, Steuern (Kaffeesteuer von 1,10 € und Mehrwertsteuer von 7 Prozent) und Lizenzgebühren für Siegel (im Beispiel Fairtrade- und Naturland-Siegel) enthalten. Der Kostenteil der Fairtrade-Lizenzgebühr an letzteren beträgt 0,11 € pro 500 g und wird vom Händler an Fairtrade Deutschland gezahlt, der Verein finanziert seine Arbeit vorwiegend über diese Lizenzgebühren.

### Verwendung der Fairtrade-Prämie
Die von Händlern an Produzentenorganisationen gezahlte Fairtrade-Prämie muss von diesen in die soziale und wirtschaftliche Entwicklung investiert werden. Im Jahr 2009 wurden die Gelder in folgende Projekte investiert:

|                                | Afrika         | Asien         | Lateinamerika und Karibik |
| Prämie                         | 12,6 Mio. Euro | 5,6 Mio. Euro | 33,8 Mio. Euro            |
| Gemeinde                       | 22 %           | 25 %          | 24 %                      |
| Bildung                        | 16 %           | 12 %          | 4 %                       |
| Umwelt                         | 0,2 %          | 0 %           | 1 %                       |
| Gesundheit                     | 6 %            | 18 %          | 3 %                       |
| Business und Produktion        | 46 %           | 20 %          | 36 %                      |
| Frauenprogramme                | 3 %            | 4 %           | 2 %                       |
| Andere / noch nicht ausgegeben | 3 % / 4 %      | 14 % / 7 %    | 18 % / 12 %               |